# Aroeira-3-Schädel

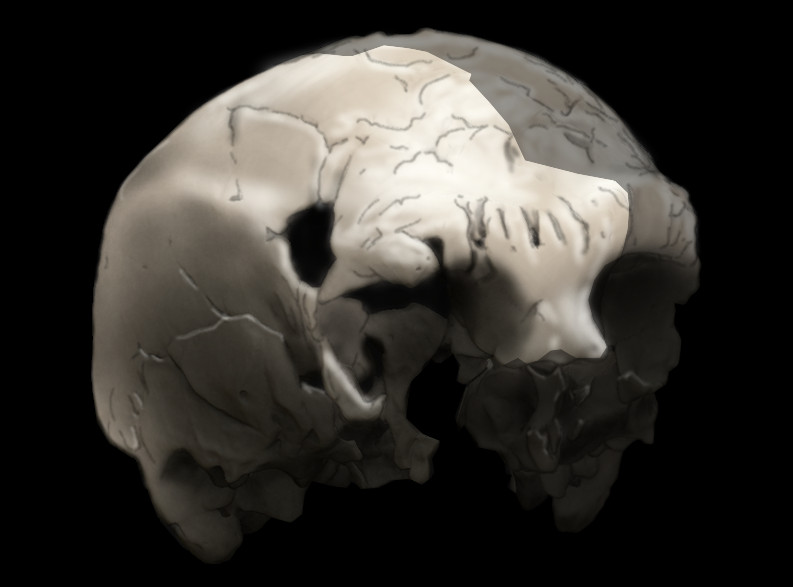
Aroeira-3-Schädel

Beim Aroeira-3-Schädel (englisch Aroeira 3 cranium) handelt es sich um einen rund 400.000 Jahre alten homininen Schädel aus dem Mittelpleistozän. Hominine Fossilien aus dieser Epoche werden heute meist als Homo heidelbergensis bezeichnet, eine Chronospezies, die am Übergang zwischen Homo erectus und frühen Neandertalern steht. Die altsteinzeitliche Acheuléen-Kultur, der dieser und weitere Funde in der Gruta da Aroeira in Portugal zuzurechnen sind, ist gekennzeichnet durch die Herstellung von Steinwerkzeugen, namentlich dem Faustkeil, und den Gebrauch des Feuers. Der Schädel wurde bei den Grabungsarbeiten in dem harten Konglomeratgestein im Jahr 2014 von einem Presslufthammer beschädigt und in den folgenden beiden Jahren restauriert. Erst im Jahr 2017 wurde die Beschreibung des Schädels in der Zeitschrift Proceedings of the Academy of Sciences of the United States of America publiziert. Die internationale Presse berichtete danach über den Fund.

## Merkmale
Der Schädelfund Aroeira 3 zeigt einige Merkmale, die bereits bei den in ähnlicher Zeitstellung in Europa gefundenen Schädeln entdeckt wurden, jedoch ist ihre Kombination einzigartig. Die Überaugenwülste sind durchgehend, wie bei den auf dem Fundplatz Bilzingsleben ausgegrabenen Schädelfragmenten des Homo erectus bilzingslebensis. Der Warzenfortsatz des Schläfenbeins ist kurz wie beim Homo steinheimensis aus der Kiesgrube bei Steinheim an der Murr. Der große, dreieckige Knochenzapfen am Schläfenbein nahe dem Gehörgang ist auch beim Schädel Nr. 5 von der Fundstelle Sima de los Huesos vorhanden, dem weltweit am besten erhaltenen Schädel eines Homo heidelbergensis. Der Aroeira-3-Schädel unterscheidet sich jedoch von diesem und vom Homo steinheimensis durch das Fehlen wesentlicher Merkmale, die auch bei den frühen Neandertalern auftreten.

## Fundort
Die Quelle des Rio Almonda, eines Nebenflusses des Tejo, liegt im Karst des zentralen Kalkmassivs der portugiesischen Estremadura. Der Fluss bildet einen rund 40 Kilometer langen Einschnitt im Kalkmassiv mit Steilufern bis zu 70 Metern Höhe. An diesen Steilufern gibt es verschiedene Eingänge zu Höhlen und Höhlensystemen, die teilweise eingestürzt oder verfüllt sind. Einige dieser Höhlen wurden ausgegraben und erforscht. Sie bieten Zugänge zur Entwicklungsgeschichte der Menschheit während des Pleistozäns und zur Kulturgeschichte während der Altsteinzeit. Dabei sind einige Höhlensysteme während des Altpaläolithikums genutzt worden, wie die Entrada Superior, die Entrada do Vale da Serra und die Gruta da Aroeira. Das Mittelpaläolithikum ist in der Gruta da Oliveira vertreten. Jungpaläolithische Entwicklungen des Solutréens und Magdaleniens sind in der Galeria da Cisterna und der Lapa dos Coelhos zu finden.
Seit 1978 werden die Höhlen systematisch erforscht, die Grabungsarbeiten in der Gruta da Aroeira begannen 1998 und wurden in der ersten Phase bis 2002 fortgesetzt. Dabei wurden neben zwei frühmenschlichen Zähnen (einem Eckzahn und einem Mahlzahn, bekannt unter den Namen Aroeira 1 und Aroeira 2) auch beidseitig bearbeitete Faustkeile aus dem Acheuléen gefunden. Die zweite Grabungsphase dauerte von 2013 bis 2015, wobei im Jahr 2014 in der Nähe eines Stalagmiten der gut erhaltene Schädel Aroeira 3 gefunden wurde. Wegen der Härte des Sediments, in das er eingebettet war, wurde er bei der Bergung beschädigt und musste in Teilen geborgen und nachträglich wieder rekonstruiert werden.

## Altersbestimmung
Zur Datierung konnten verschiedene Methoden herangezogen werden, darunter die Uran-Thorium-Untersuchung. Mit dieser Methode konnte das Alter der äußeren Schicht des Stalagmiten, in dessen Nähe der Schädel gefunden worden war, innerhalb einer Schwankungsbreite von 30.000 Jahren nach oben oder unten auf 406.000 Jahre datiert werden. Dies ist also die Obergrenze des Alters des Fossils, da der Stalagmit später von Geröll- und Schlammmassen verschüttet wurde und zu wachsen aufhörte. Kalzitkrusten auf dem Schädel selbst konnten auf ein Alter von 390.000 Jahren (± 14.000 Jahre) datiert werden. Diesen Messungen folgend ergibt sich ein Alter des Schädels von 390.000 bis 436.000 Jahren.